# メルケル・ハルベリ
メルケル・ハルベリ（スウェーデン語: Melker Hallberg、1995年10月20日 - ）は、スウェーデンのサッカー選手。スウェーデン代表。ポジションはMF。

## クラブ歴

### カルマル
カルマルの南にあるユングビューホルムという小さな町で生まれ育ち、13歳の時に5部のムレBKでサッカーを始めた。
2010年にカルマルFFの下部組織に入団。2012年にクラブ史上最年少でトップチームに昇格、16歳にしてアルスヴェンスカン初出場。同年7月15日にはアルスヴェンスカン初得点を決め、歴代4位の若さで得点した選手となった。12月に新たに4年の契約を締結した。2年目には17歳にしてエクスプレセン紙のリーグ優秀選手ランキング14位に選ばれた。

### ウディネーゼ
2014年8月にセリエAのウディネーゼ・カルチョに移籍。2015年1月にセリエA初出場。
しかしその後は、ヴォレレンガ・フォトバル、ハンマルビーIF、アスコリ・ピッキオFC 1898、古巣のカルマルにレンタル移籍している。

### ヴェイレBK
2018年にデンマークのヴェイレBKへ移籍。

### ハイバーニアン
2019年8月、ハイバーニアンFCへ3年契約で移籍。

### セント・ジョンストン
2022年1月、セント・ジョンストンFCへ1年半契約で移籍。

## 代表歴
年代別代表としても各年代で出場した。2013年8月にU-21代表に初招集され、UEFA U-21欧州選手権2017にも出場した。
A代表初出場は2016年1月6日に行われたエストニア代表戦であった。

## タイトル

### 個人
- アルスヴェンスカン最優秀新人賞: 2013